# Consolation-Maisonnettes
 Consolation-Maisonnettes  es una población y comuna francesa, en la región de Franco Condado, departamento de Doubs, en el distrito de Besançon y cantón de Pierrefontaine-les-Varans.

## Demografía
| 55 | 63 | 47 | 36 | 29 | 46 |
| Para los censos de 1962 a 1999 la población legal corresponde a la población sin duplicidades (Fuente: INSEE [Consultar]) |    |    |    |    |    |